# Ganimedes (mitologia)
Segons la mitologia grega, Ganimedes (en grec Γᾰνῠμήδης Gănўmḗdēs; en llatí Gănўmēdēs, is) va ser un jove heroi del llinatge reial de Troia i descendent de Dàrdan.
Generalment era considerat (i així ho explica Homer) el fill petit del Rei Tros i la nimfa Cal·lírroe. Els seus germans eren Ilos, rei de Troia, i Assàrac, rei de Dardània. Algunes versions el fan fill de Laomedont, el fill d'Ilos, o bé fill d'Ilos, o d'Assàrac, o d'Erictoni, que en la versió habitual hauria estat el seu avi.
En Homer els déus es van endur Ganimedes a l'Olimp i el van fer el coper de Zeus perquè era «el més bell dels mortals». En versions posteriors esdevé amant de Zeus.
Un dia Ganimedes, encara adolescent, pasturava els ramats del seu pare a les muntanyes que vorejaven la ciutat de Troia. Zeus se n'enamorà, el raptà i el va conduir a l'Olimp. A l'Olimp, Ganimedes era el catamita de Zeus i el servia com a coper, omplint la copa del déu i abocant-li el nèctar o l'ambrosia, reemplaçant en aquesta funció Hebe, la divinitat de la joventut. Tots els déus van estar molt satisfets en veure el nou jove excepte Hera, l'esposa de Zeus. La gelosia que provoca en ella és una de les causes del seu ressentiment contra els troians.
Sobre la manera en què es van endur Ganimedes, hi ha diferents tradicions. De vegades es diu que Zeus va raptar el noi, enviant el seu ocell predilecte, l'àliga, que amb les urpes se l'emportà volant. O bé va ser Zeus mateix, transformat en àliga. Altres versions diuen que el raptor havia estat Minos, Tàntal o Eos (l'Aurora). El lloc del rapte també varia. Normalment Ganimedes és raptat al mont Ida, vora la ciutat de Troia, però també es diu que ho va ser a Creta, o a Eubea, o a Mísia, a la ciutat d'Harpagion. El nom d'aquesta ciutat evoca la idea de «rapte».
El seu pare Tros va suplicar a Zeus que li tornés el fill, però el déu va enviar el seu missatger Hermes per regalar-li a Tros dos cavalls que podien córrer damunt l'aigua com a compensació per Ganimedes. Altres versions diuen que li va regalar un cep d'or fabricat per Hefest.
L'àguila que el transportà per l'aire fou convertida en constel·lació i Ganimedes va ser adaptat com a Aquari per l'horòscop occidental.
Plató afirmava que el mite de Ganimedes fou creat per la civilització minoica de Creta per les seves pràctiques pederàstiques, que després es van estendre a la resta del món grec antic.

## Família
En la mitologia grega, Ganimedes és fill de Tros de Dàrdans, del qual suposadament deriva el nom «Troia», ja sigui per la seva dona Callirrhoe, filla del déu del riu Escamandre, o Acallaris, filla d'Eumedes. Segons l'autor, és germà d'Ilos, Assàrac, Cleopatra o Cleomestra.
Altres detalls sobre Ganimedes també difereixen. Alguns autors l'anomenaven fill de Laomedó mentre que altres l'anomenaven fill d'Ilus. També és conegut a les històries com Dàrdan, Erictoni, o Assaracus.
| Relació  | Noms        | Fonts | Fonts           | Fonts     | Fonts  | Fonts  | Fonts  | Fonts      | Fonts   | Fonts  | Fonts   | Fonts | Fonts   |
| -------- | ----------- | ----- | --------------- | --------- | ------ | ------ | ------ | ---------- | ------- | ------ | ------- | ----- | ------- |
| Relació  | Noms        | Homer | Himnes homèrics | Eurípides | Diodor | Ciceró | Dionís | Apol·lodor | Higinus | Dictís | Climent | Suda  | Tzetzes |
| Filiació | Tros ♂      | ✓     | ✓               |           | ✓      |        | ✓      | ✓          |         | ✓      |         | ✓     |         |
| Filiació | Acallaris ♀ |       |                 |           |        |        | ✓      |            |         |        |         |       |         |
| Filiació | Callirhoe ♀ |       |                 |           |        |        |        | ✓          |         |        |         |       |         |
| Filiació | Laomedon ♂  |       |                 | ✓         |        | ✓      |        |            |         |        |         |       |         |
| Filiació | Erichtoni ♂ |       |                 |           |        |        |        |            | ✓       |        |         |       |         |
| Filiació | Assaracus ♂ |       |                 |           |        |        |        |            | ✓       |        |         |       |         |
| Filiació | Dardanus ♂  |       |                 |           |        |        |        |            |         |        | ✓       |       |         |
| Filiació | Ilus ♂      |       |                 |           |        |        |        |            |         |        |         |       | ✓       |
| Germans  | Ilus        | ✓     |                 |           | ✓      |        |        | ✓          |         | ✓      |         | ✓     |         |
| Germans  | Assaracus   | ✓     |                 |           | ✓      |        |        | ✓          |         |        |         | ✓     |         |
| Germans  | Cleòpatra   |       |                 |           |        |        |        | ✓          |         |        |         |       |         |
| Germans  | Cleomestra  |       |                 |           |        |        |        |            |         | ✓      |         |       |         |

## Galeria

Ganimedes al Renaixement i a l'art Barroc
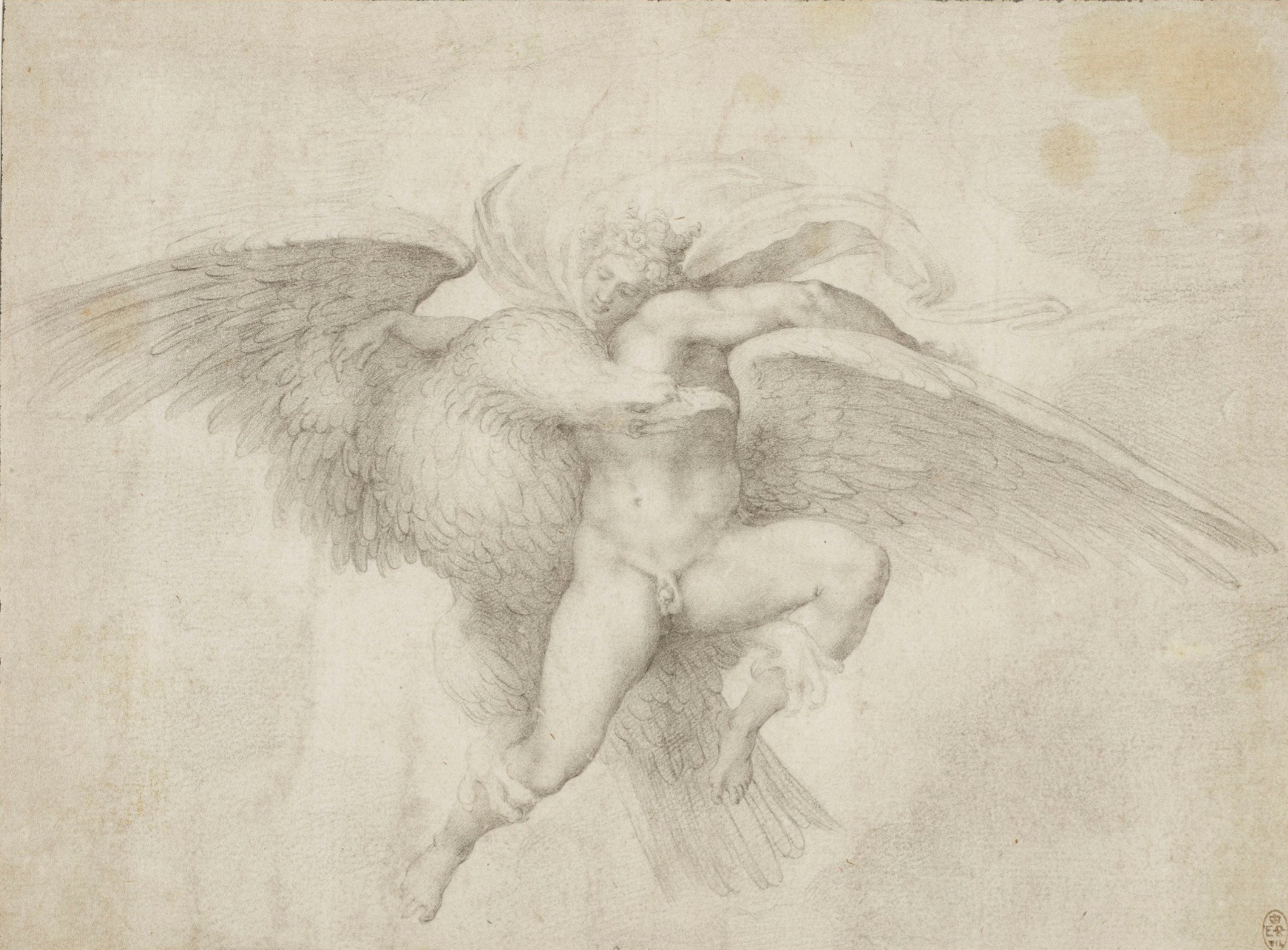
Ganimedes de Michelangelo. Copiat d'un original perdut a llapis (1532). Royal Collection, castell de Windsor
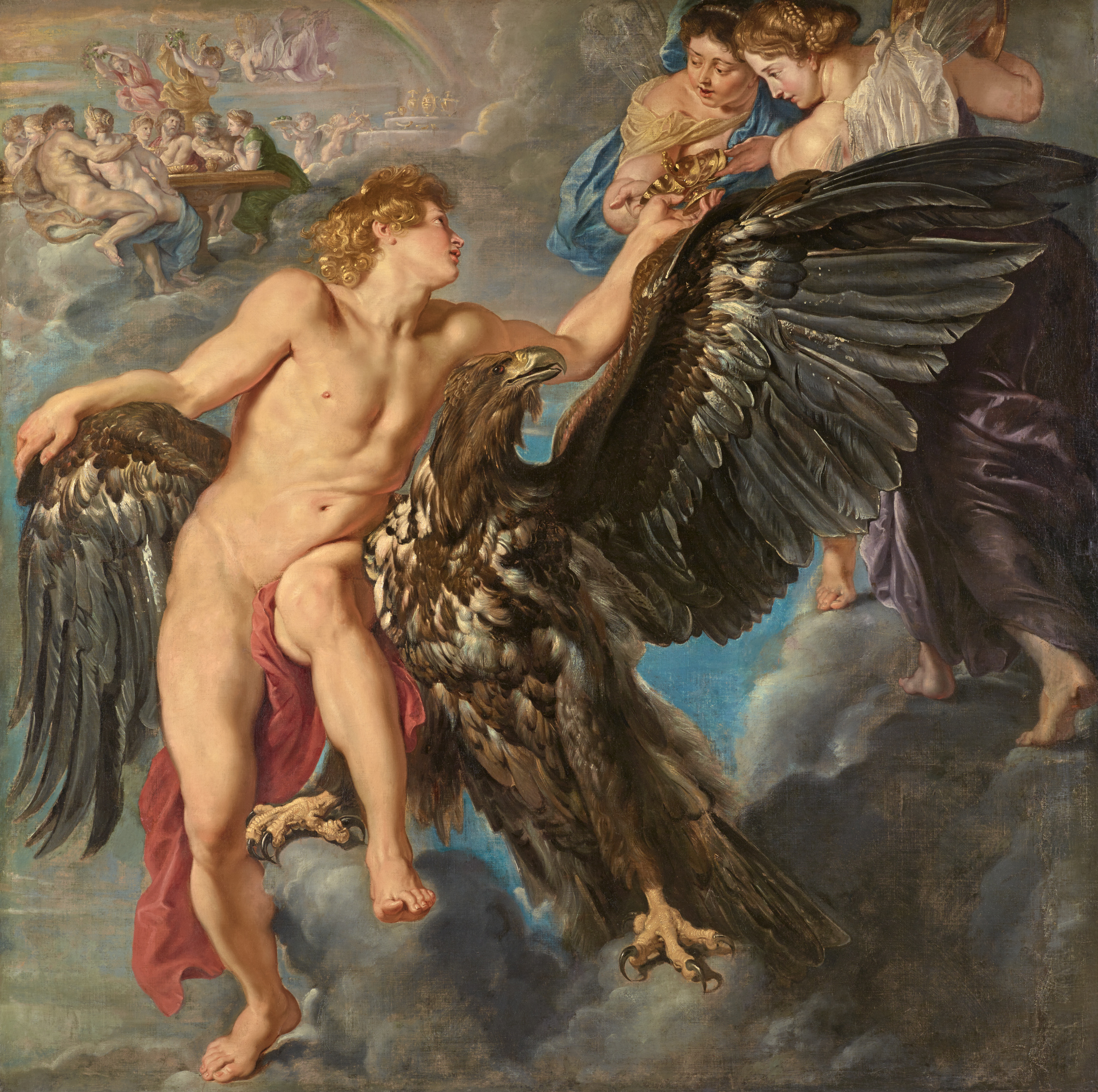
Ganimedes rep la copa d'Hebe (1611–1612) per Rubens, Liechtenstein Museum
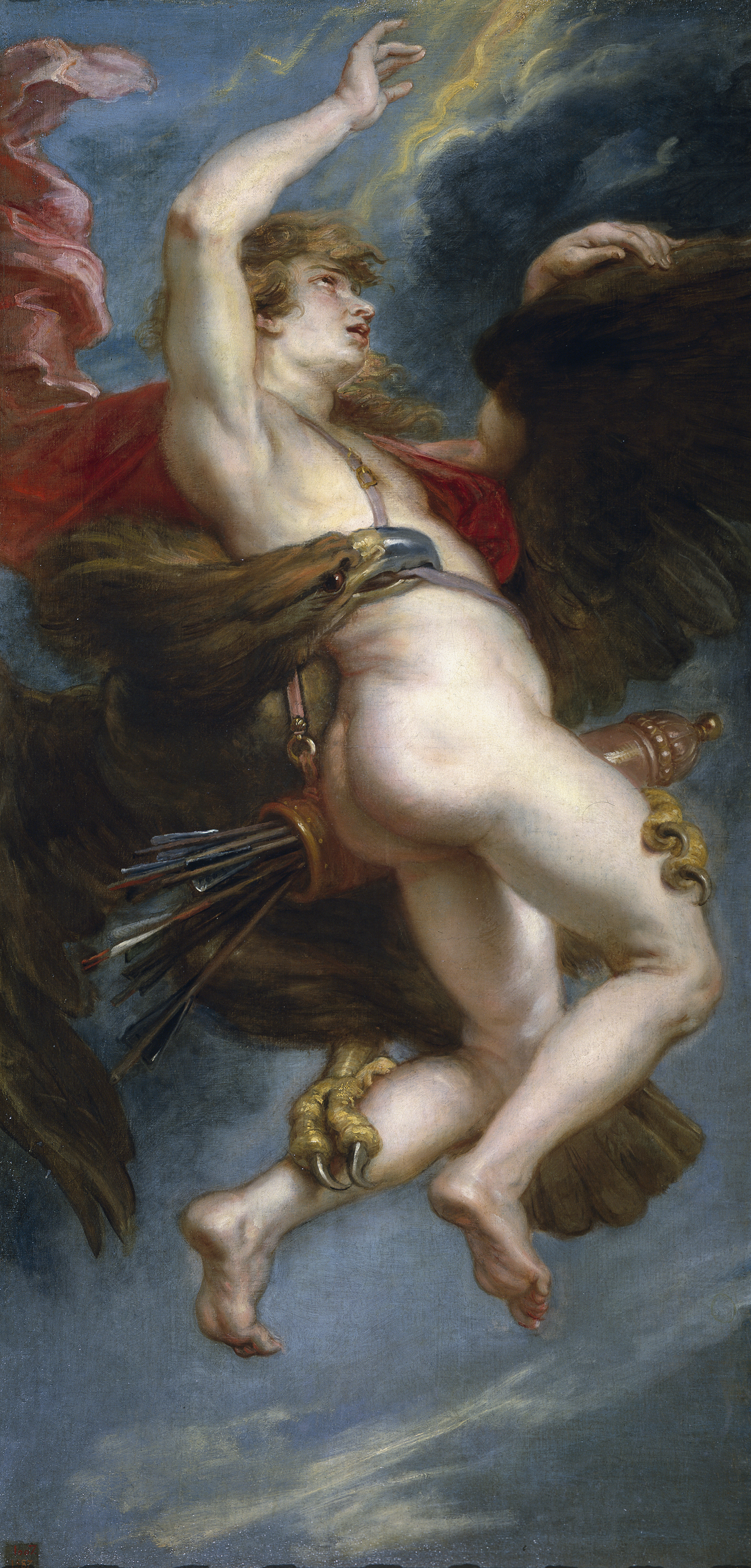
La violació de Ganimedes  (1636–1638) de Rubens, Prado
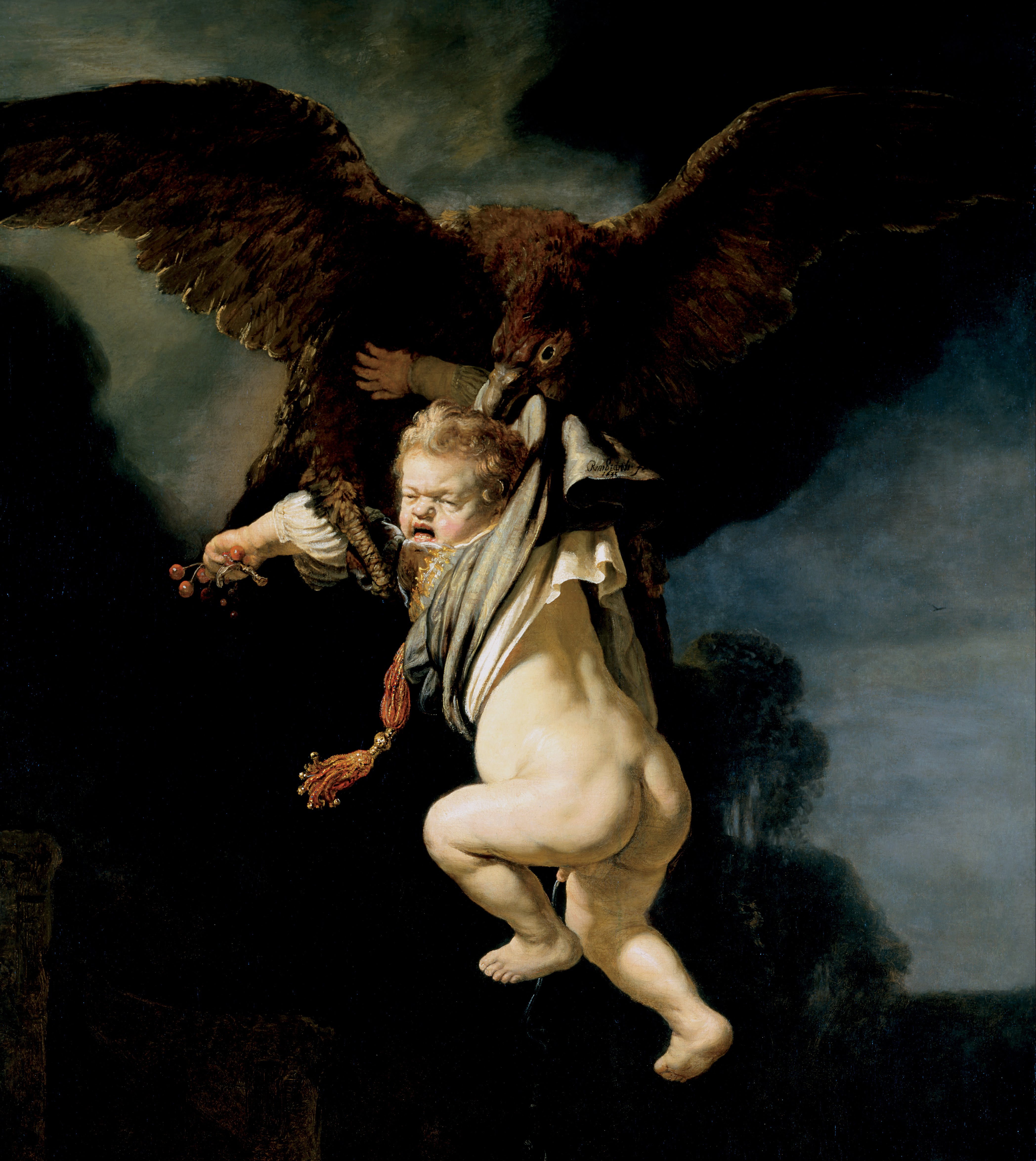
El rapte de Ganimedes  (1635) de Rembrandt
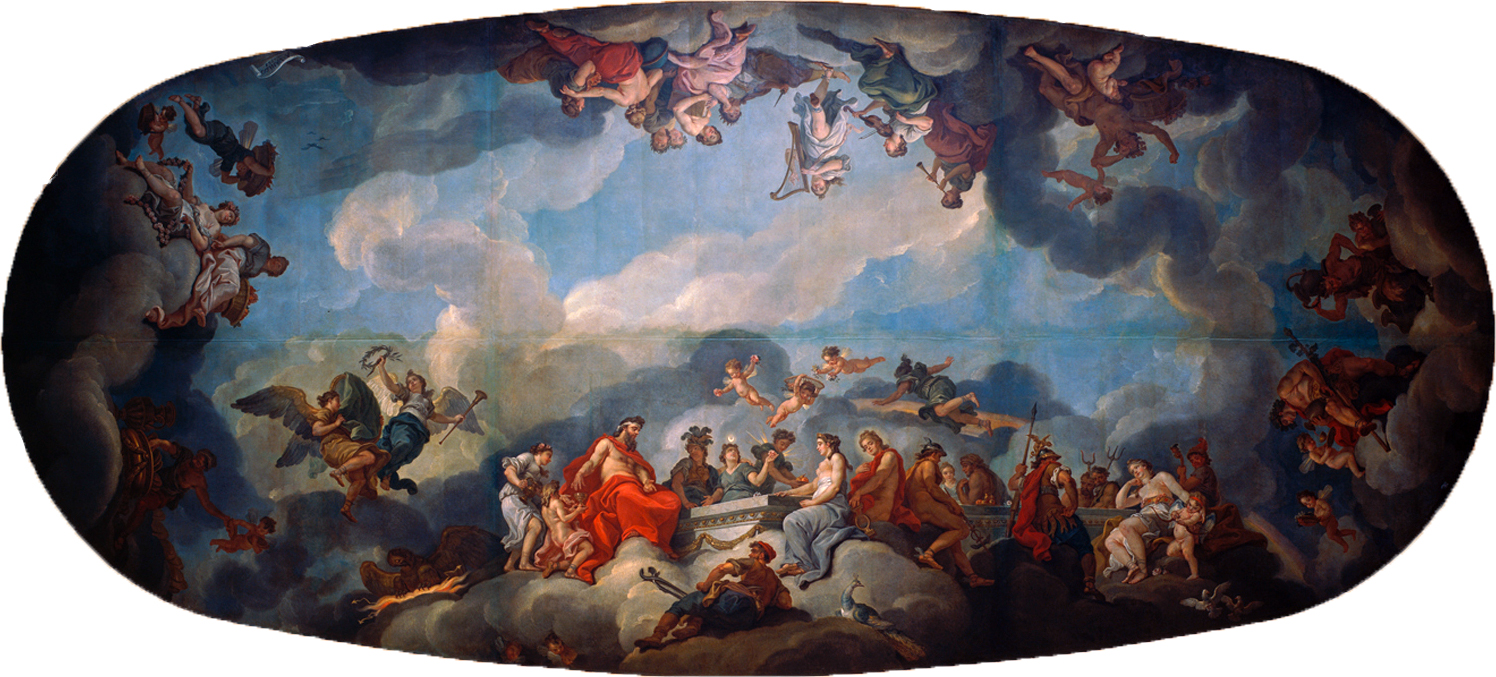
La inducció de Ganimedes a l'Olimp (1768) de van Loo
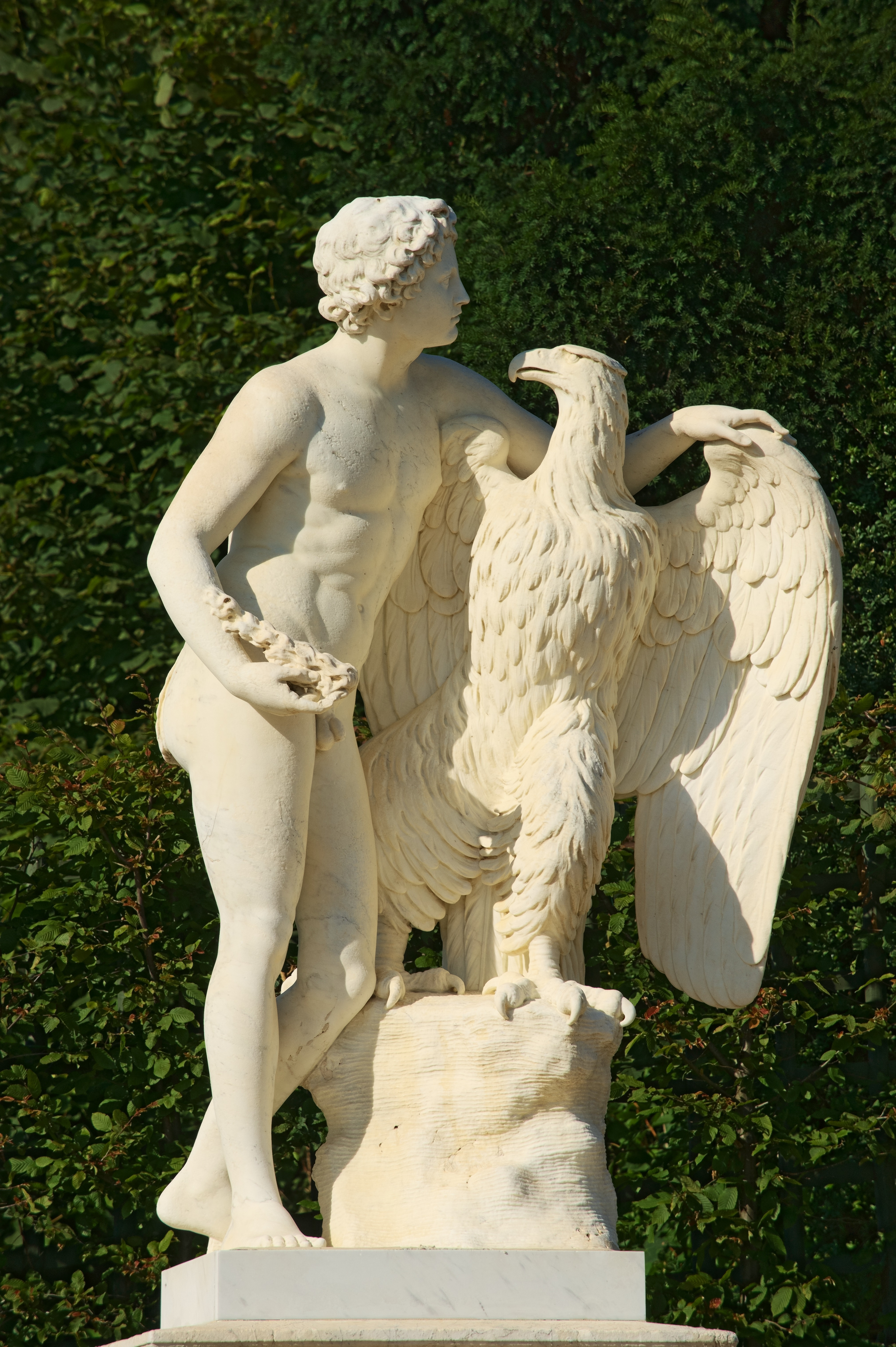
Ganimedes Médici (1684–1685) de Pierre Laviron al Palau de Versailles.

## En les arts

### Antiguitat
El mite de Ganimedes apareix a la vida quotidiana, justificant objectes votius o funeraris.

### Escultura
En escultura, una de les representacions més famoses de Ganimedes és el grup esculpit per Leocares al segle iv aC, admirat per Plini el Vell. Leochares [es va adonar] d'una àguila conscient del que s'emporta a Ganimedes i per a qui. Perdona l'adolescent posant les urpes a la seva roba. Aquesta delicadesa de l'àguila va ser sovint elogiada després: Estrató de Sardes ho evoca en un dels seus epigrames, igual que Marcial.
La llegenda de Ganimedes també va inspirar el grup de terracota de Zeus raptant Ganimedes, probablement d'origen corinti, allotjat al Museu Arqueològic d'Olímpia: és un dels rars exemples de gran escultura de terracota, i una representació escultòrica molt rara de la parella on Zeus apareix en forma humana.

### Mosaics

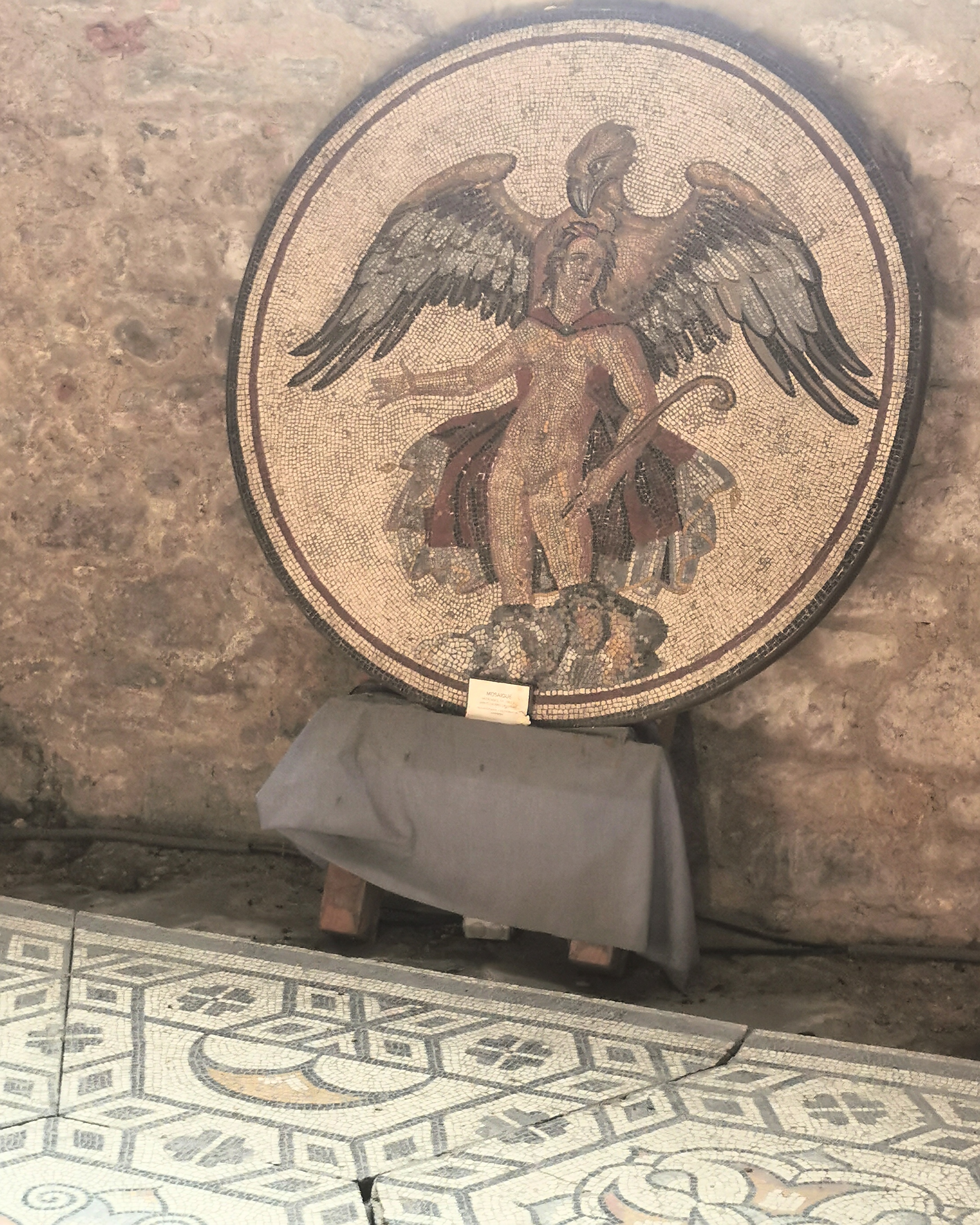
Mosaic romà al museu lapidari de Viena

El rapte de Ganimedes també està present en alguns mosaics romans, inclòs el Mosaic de divinitats que decora una habitació de la vil·la gallo-romana d'Orbe-Boscéaz, la de Viena, o les del segle iii trobades a Sousse a Tunísia el segle xix.

### Ceràmica
En la ceràmica grega antiga, el tema de Ganimedes es reprèn amb freqüència, el més sovint als cràters, aquests gerros en què es barrejava aigua i vi amb motiu de banquets (simposis), celebrats entre homes, durant els quals els convidats haurien competit en imaginació per celebrar els mèrits dels seus respectius eròmenos.
Entre els més famosos hi ha el crater de figures vermelles del pintor de Berlín: d'una banda, Zeus es mostra en plena persecució; de l'altra, Ganimedes juga amb un cèrcol, símbol de la seva joventut. «A més, la presència d'un gall a la mà representa el regal amorós que es donen les parelles que apareixen als gerros i expressa el naixent joc de seducció entre Zeus i Ganimedes».
El motiu del gall està extret del tondo d'un famós cílix del pintor de Pentesilea, conservat al Museu Arqueològic Nacional de Ferrara: Ganimedes, fugint, es gira cap a Zeus, que l'acaba d'agafar.

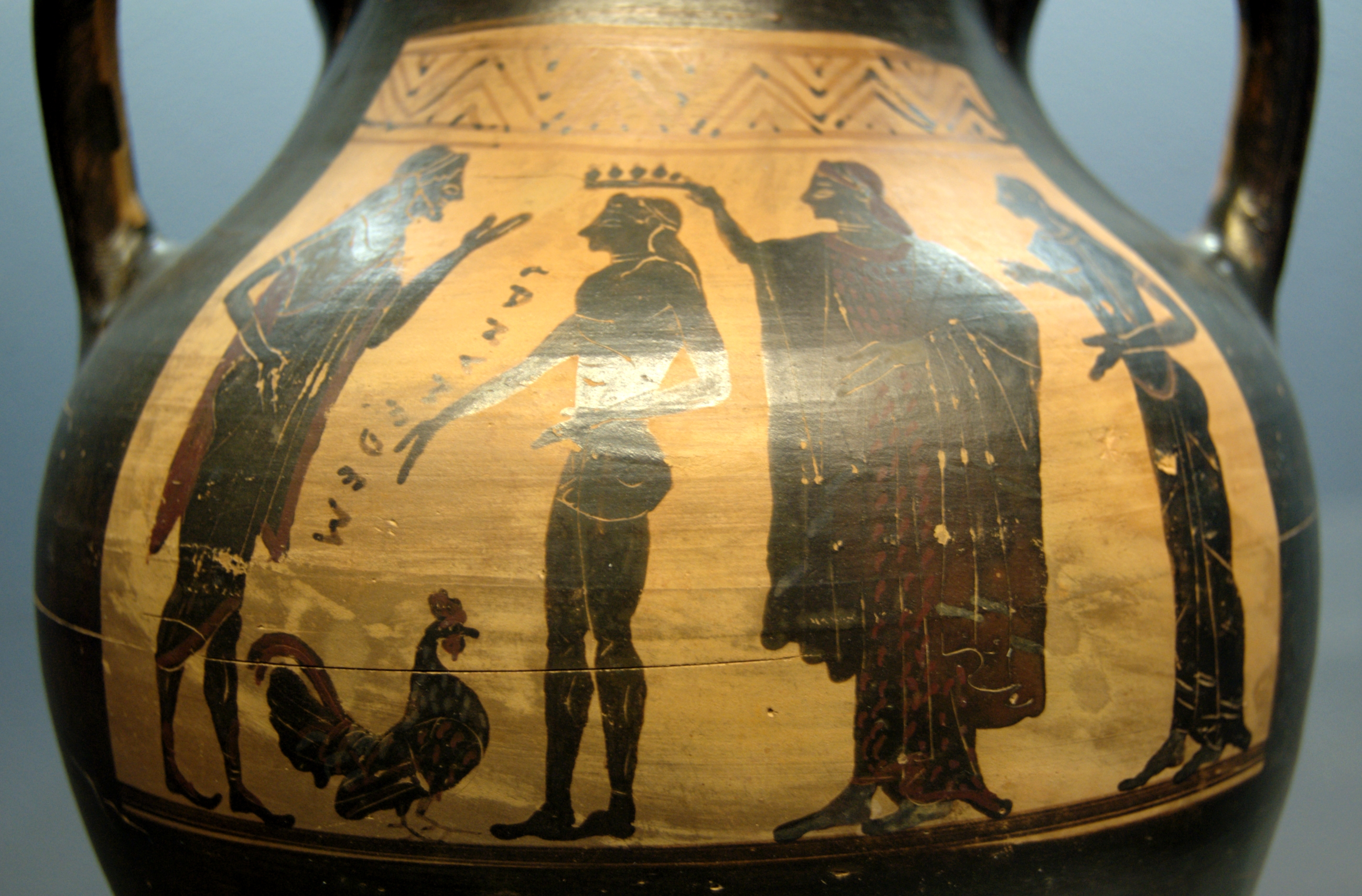
Ganimedes a l'Olimp, envoltat de Zeus que li va oferir un gall, una deessa que el coronava a ell i a Hebe. Àmfora àtica de figura negra, cap al 510 aC. Col·lecció d'antiguitats, Múnic.
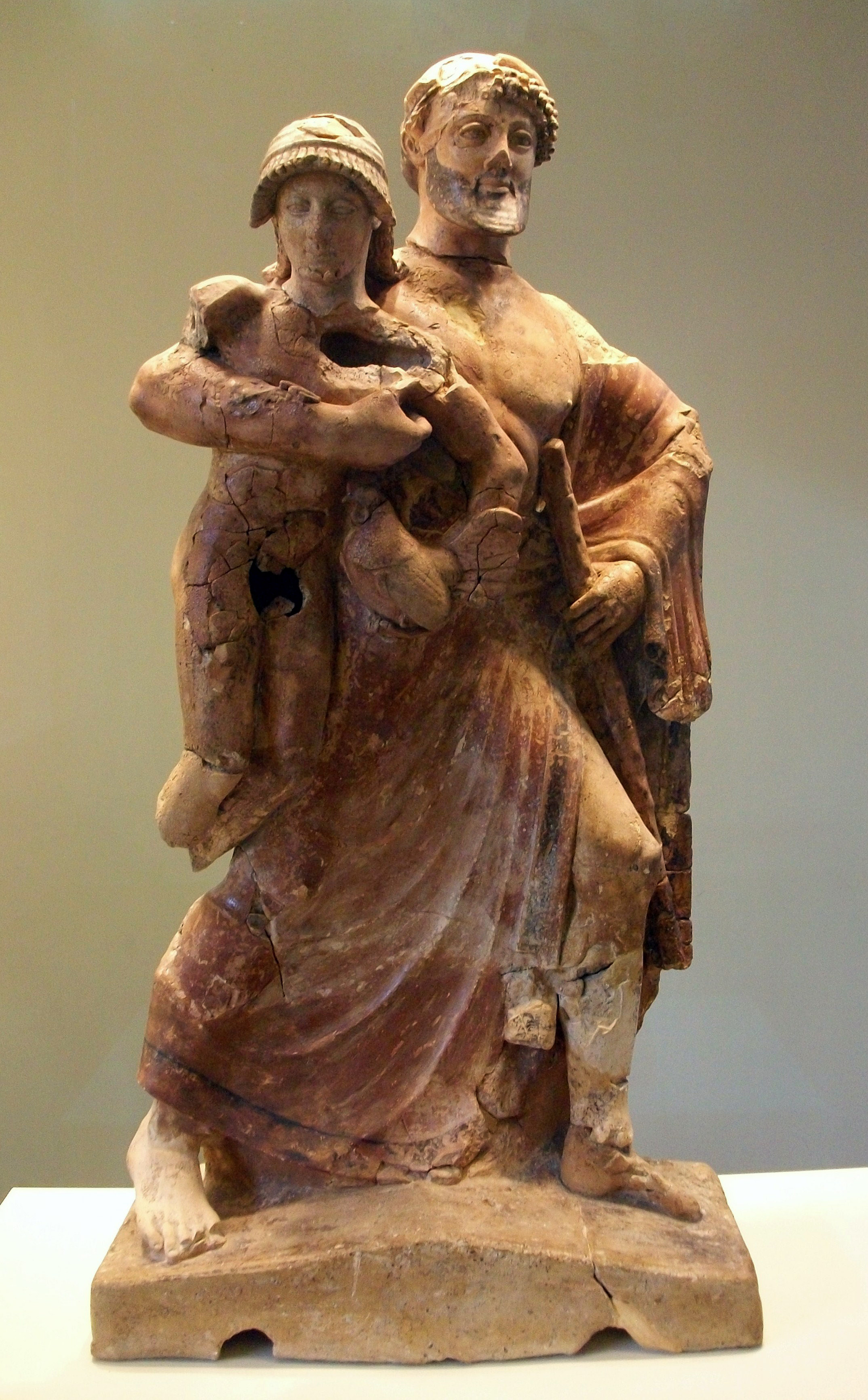
Zeus raptant Ganimedes, pintat de terracota, c. 480 aC, Museu Arqueològic d'Olímpia.
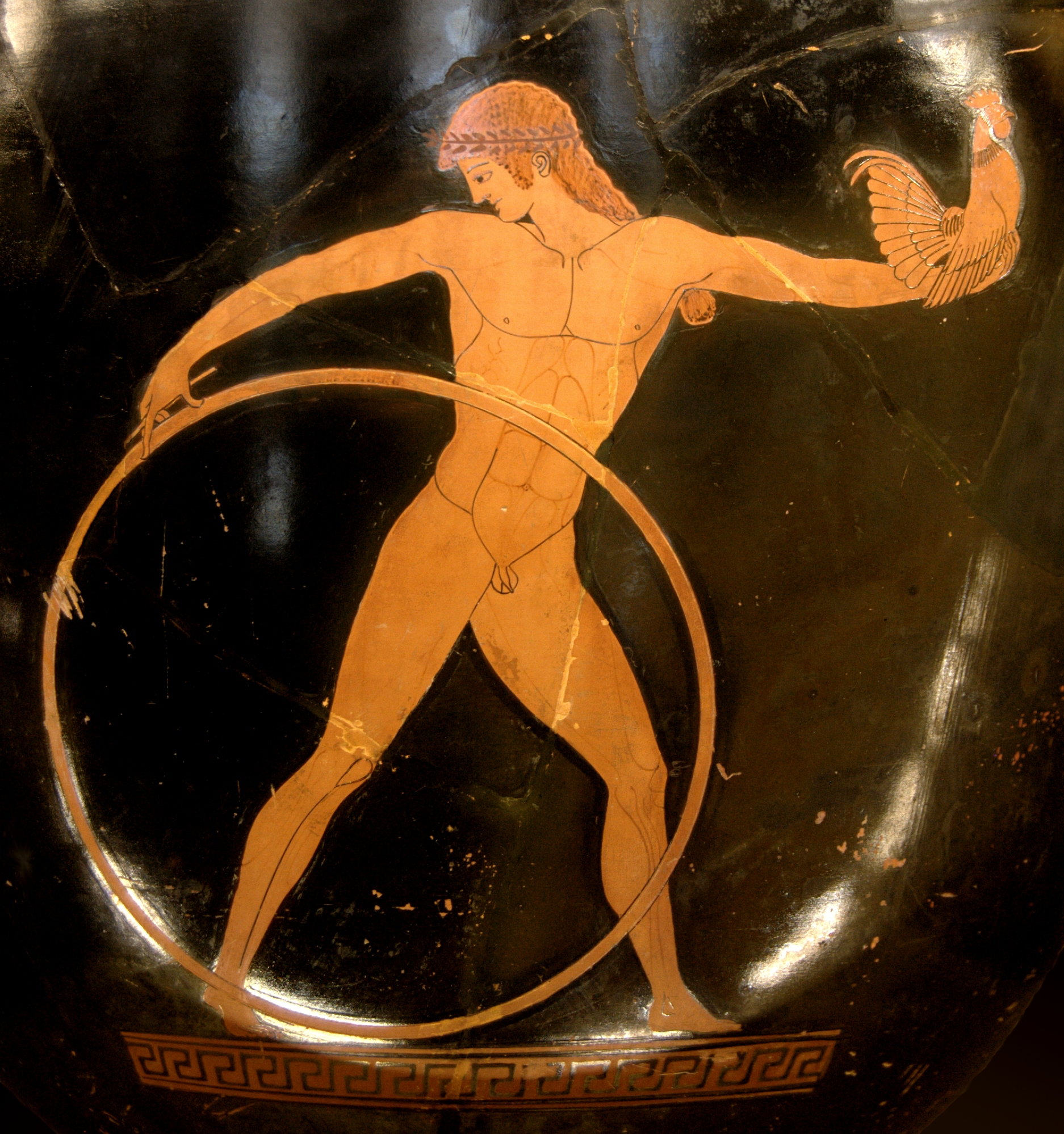
Ganimedes, cràter amb figures vermelles del Pintor de Berlín, segle -v, museu del Louvre.
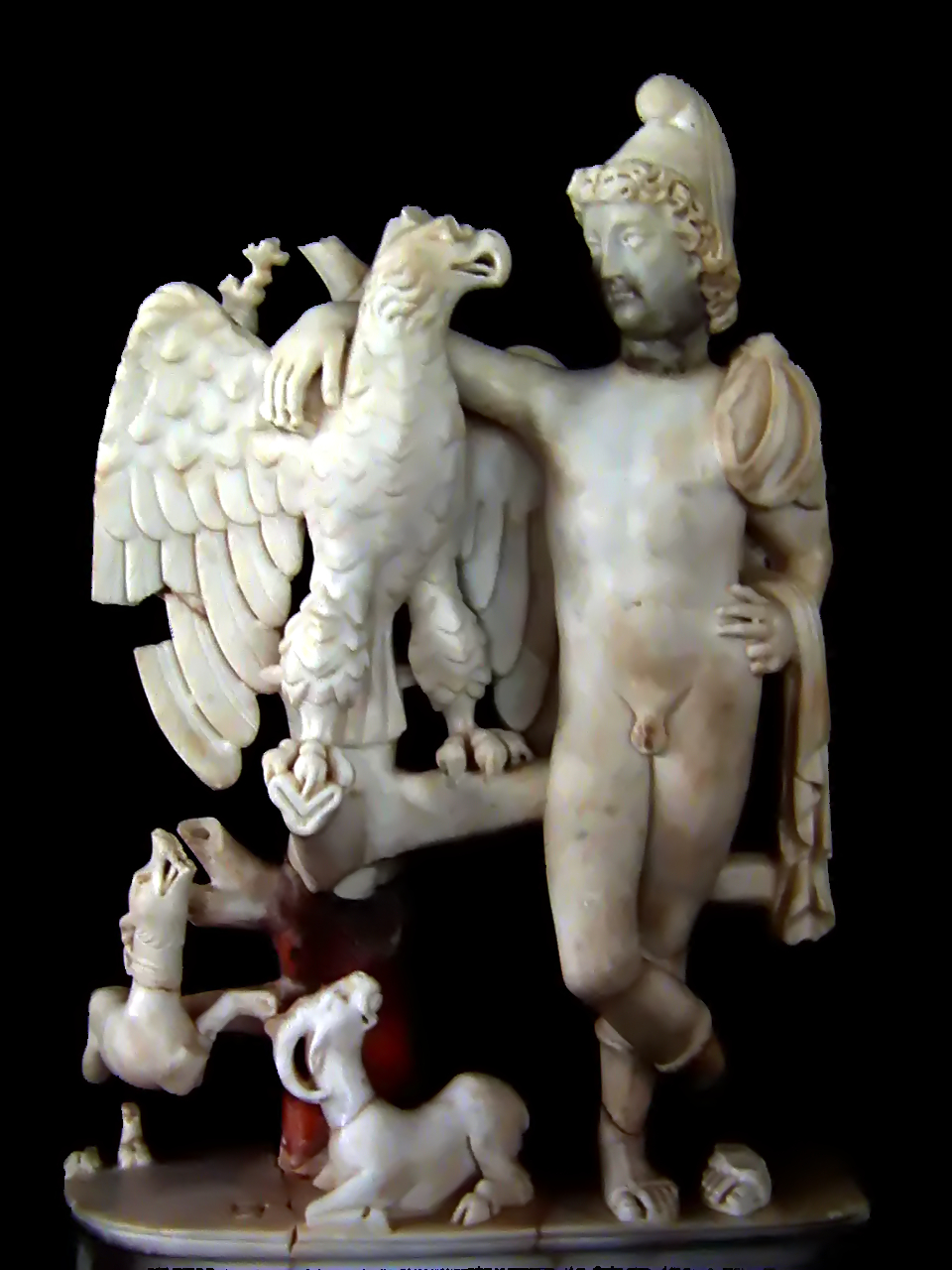
Estatueta de Ganimedes al costat de Zeus, del Museu Paleocristià de Cartago.

## A l'època Moderna

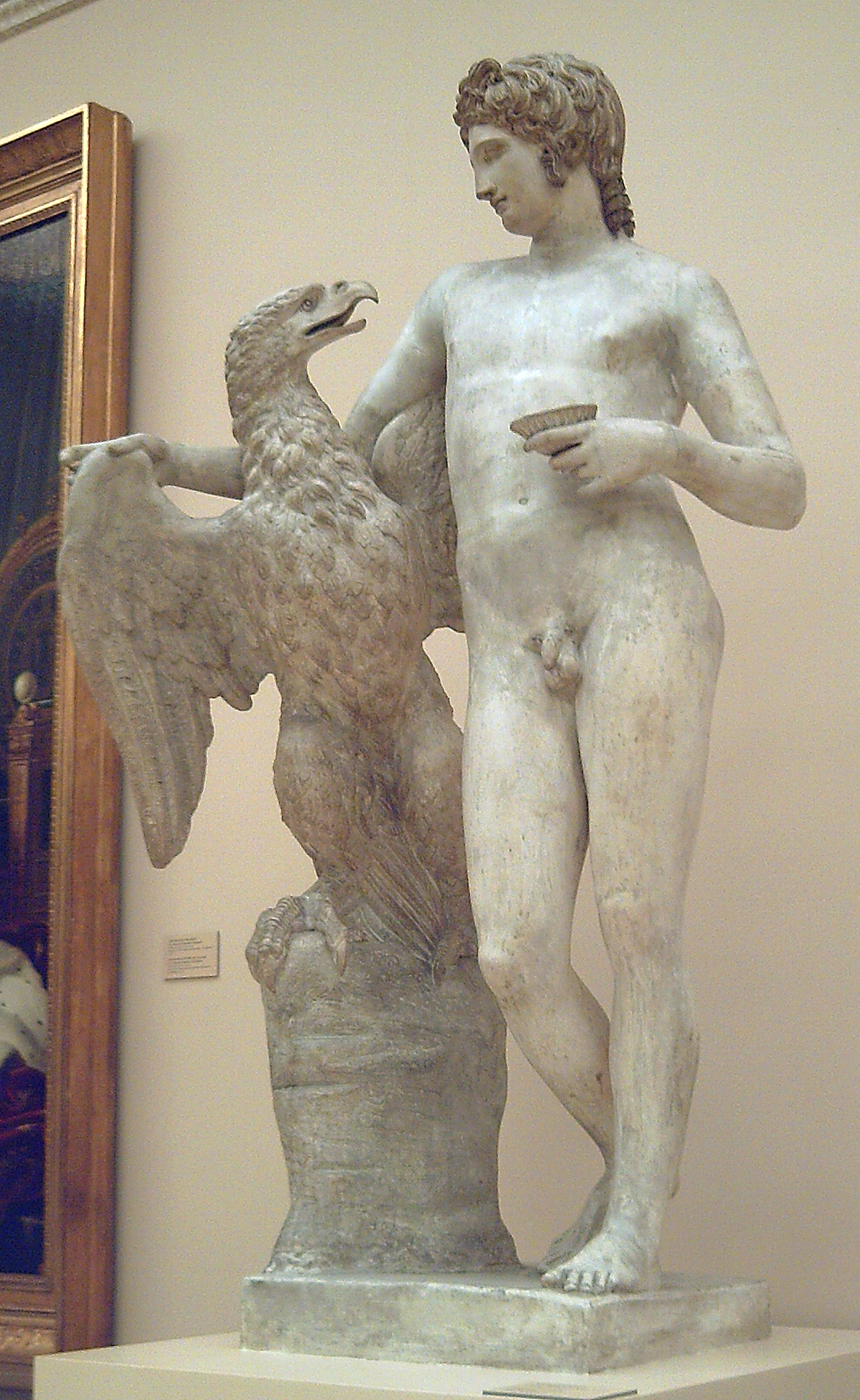
Ganimedes (1804) de José Álvarez Cubero

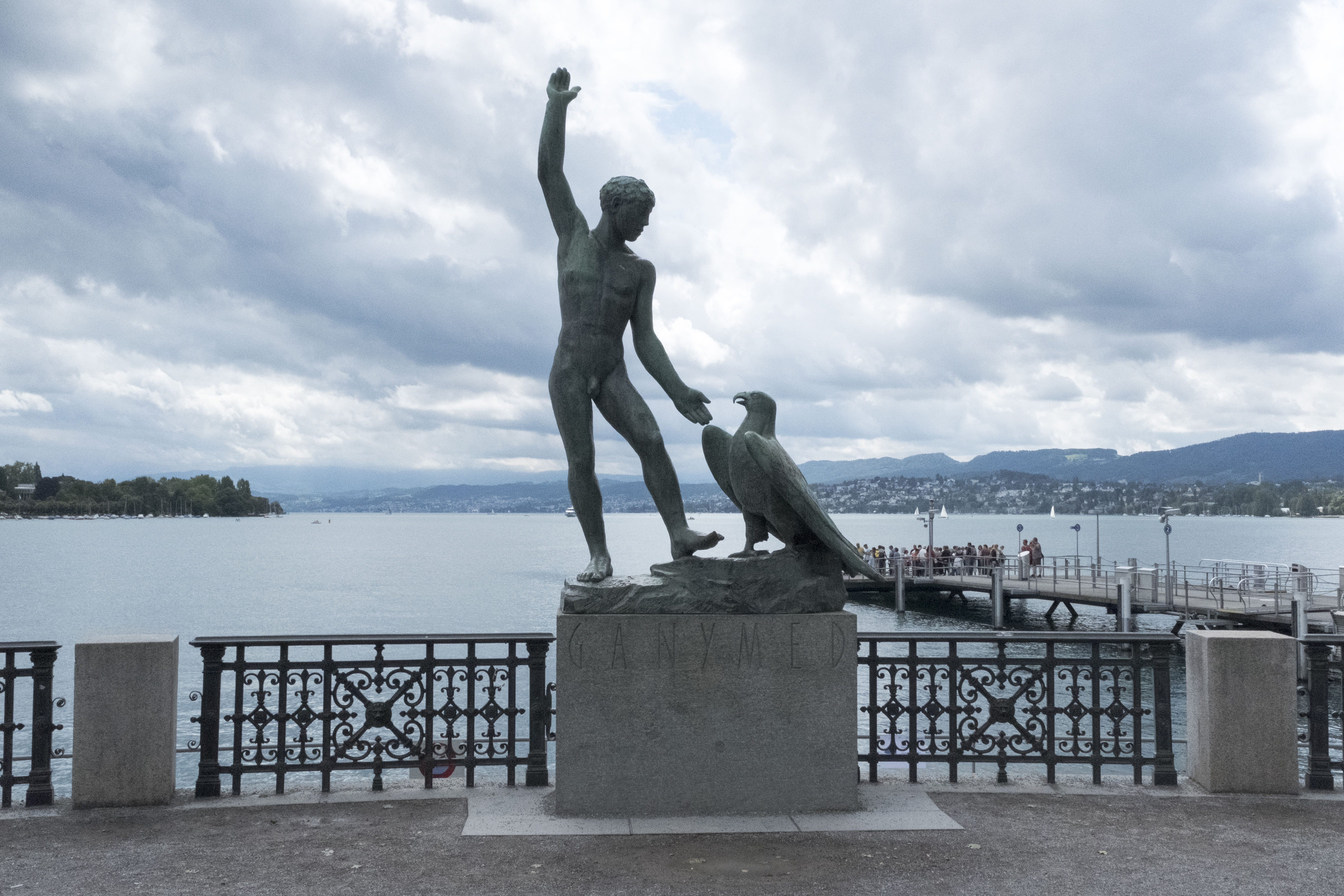
Enganyat de Hermann Hubacher al llac de Zuric

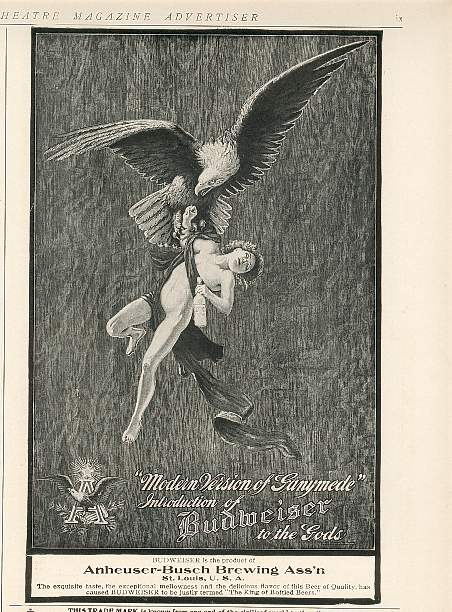
Versió moderna de Ganimedes Introducció de Budweiser als déus: anunci a la revista Theatre, febrer de 1906

- L'escultura de Ganimedes de José Álvarez Cubero, realitzada a París el 1804, va suposar el reconeixement immediat de l'escultor espanyol com un dels principals escultors de la seva època.
- El Wörterbuch der Mythologie aller Völker de Vollmer,[29] (Stuttgart, 1874) il·lustra «Ganimedes» mitjançant un gravat d'un «relleu romà», que mostra un Zeus barbut assegut que manté la copa a un costat per atraure un Ganimedes nu a la seva abraçada. No obstant això, aquell gravat no era més que una còpia del fresc romà fals de Raphael Mengs, pintat com una broma pràctica sobre el crític d'art del segle XVIII Johann Winckelmann, que estava creixent desesperat en la seva recerca d'antiguitats homoeròtiques gregues i romanes. Aquesta història és molt breument explicada per Goethe a la seva Italienische Reise.[30]
- A Chatsworth, al segle xix, el solter duc de Devonshire va afegir a la seva galeria d'escultures el neoclàssic «Ganimedes i l'àguila», d'Adamo Tadolini, en què un Ganimedes luxós reclinat, abraçat per una ala, es disposa a intercanviar un picoteig amb l'àguila. La delicada copa a la mà està feta de bronze daurat, donant una immediatesa i realisme inquietants al grup de marbre blanc.
- Als primers anys del segle xx, el topos del rapte de Ganimedes per Zeus va ser redactat al servei de l'empresa comercial. Adaptant una litografia de 1892 de Frank Kirchbach, la cerveseria d'Anheuser-Busch va llançar el 1904 una campanya publicitària per donar a conèixer els èxits de la cervesa Budweiser. Els objectes de col·lecció amb els gràfics del cartell es van continuar produint a principis dels anys noranta.
- El poema «Ganymed» de Goethe va ser musicat per Franz Schubert el 1817; publicat al seu Opus 19, núm. 3 (D. 544). També ambientat per Hugo Wolf.
- L'escultor portuguès António Fernandes de Sá va representar el segrest de Ganimedes el 1898. L'escultura es pot trobar a Jardim da Cordoaria, a Porto (Portugal).
- A les històries de P. G. Wodehouse, el Junior Ganimedes és un club de servidors, anàleg als Drones, al qual pertany Jeeves. Wodehouse li va anomenar Ganimedes presumiblement en referència al seu paper de coper.
- Ganimedes és un fanàtic de la música reticent a la cançó de 1980 de Kurtis Blow «Way Out West». Després d'hores de rap de «The Stranger» (Kurtis), finalment s'aixeca per ballar.
- L'artista nord-americà Henry Oliver Walker va pintar un mural a la Biblioteca del Congrés de Washington DC c. 1900, que representa un adolescent Ganimedes nu a l'esquena d'una àguila.
- Ganimedes i el déu Dionís apareixen a Everworld VI: Fear the Fantastic, de la sèrie de fantasia de KA Applegate Everworld. Ganimedes es descriu com a atrau tant mascles com femelles.

| « | El meu primer pensament, el meu primer flash va ser que era una dona preciosa... L'àngel era preciós, amb un rostre dominat per uns ulls verds immensos i lluents i emmarcat per anells daurats, i amb la boca arqueada i els llavis plens i les dents blanques brillants. I només aleshores, només després d'haver sentit aquell primer brot de luxúria carnal improbable, se'm va ocórrer que aquest àngel era un home. | » |

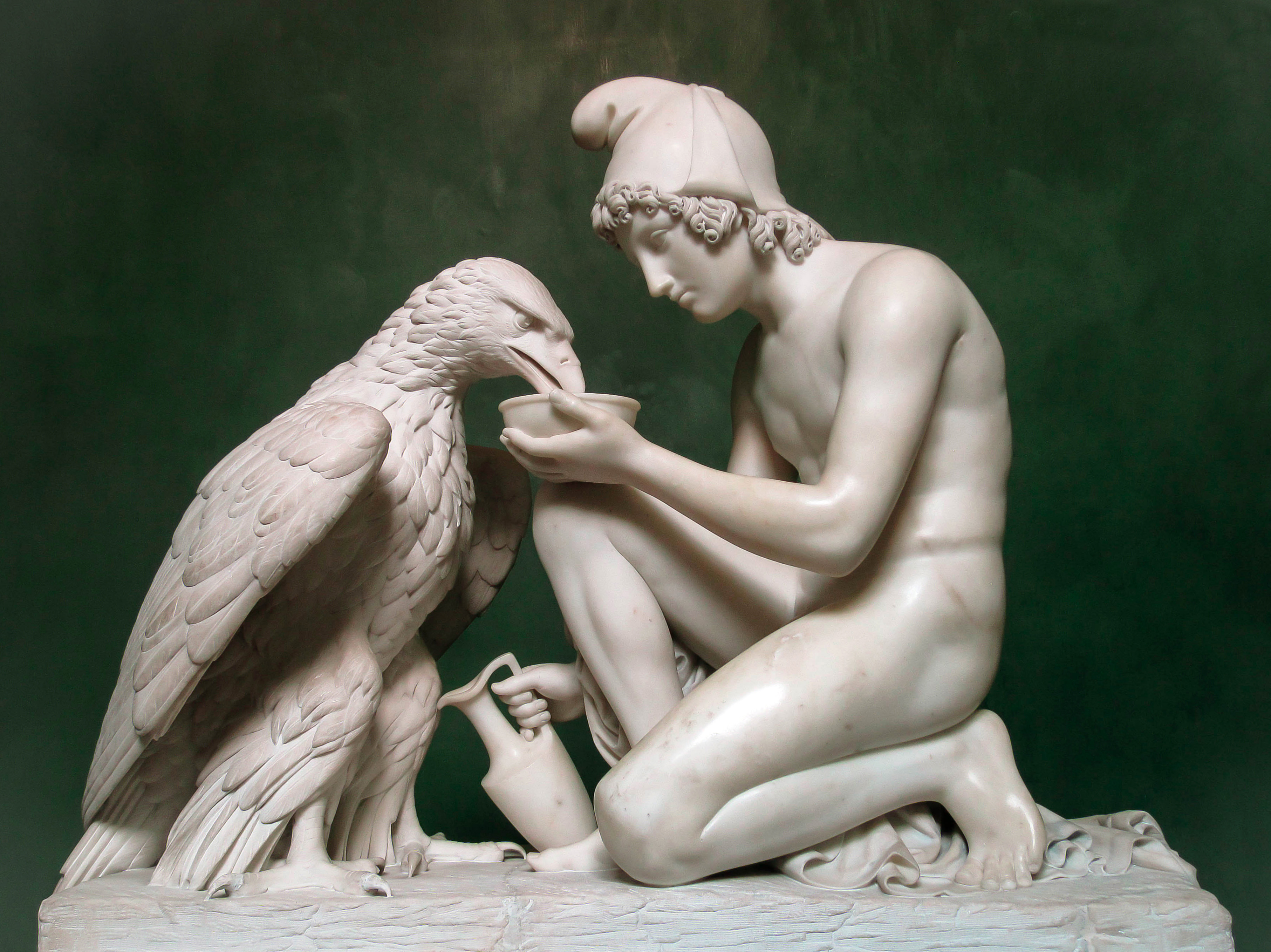
Ganymedes Waters Zeus com una àguila de Bertel Thorvaldsen (Museu Thorvaldsens, Copenhaguen, Dinamarca)

- El 1959 Robert Rauschenberg va fer referència al mite en una de les seves obres més conegudes, Canyon i en una altra, Pail for Ganimedes. A «Canyon», una foto del fill de Rauschenberg, Christopher, reitera molt bé l'infant retratat per Rembrandt al segle XVII. Una àliga de peluix emergeix del pla de la imatge amb un coixí lligat a un tros de corda molt a prop de la seva arpa. El coixí també reflecteix el cos del nen i la pintura de Rembrandt.
- Ganimedes és un fill reticent al poema d'aquest nom de WH Auden, però adora l'àguila que li ensenya a matar.
- La novel·la de 1981 de Felice Picano Una menor asiàtica reinventa la història de Ganimedes.
- Al videojoc Overwatch del 2016, el personatge Bastion té un ocell anomenat Ganimedes.
- Un personatge de la sèrie Terra Ignota d'Ada Palmer es diu Ganymede de la Trémoille
- L'obertura de la novel·la Phone de Will Self del 2017 es refereix als «agents de Ganimedes» (pàgina 6) explorar la precaució dins de la comunitat homosexual en dècades anteriors.
- El primer poema del llibre The Tradition, guanyador del Premi Pulitzer de poesia de Jericho Brown el 2019, es titula «Ganymedes». Brown, que interroga sovint temes de sexualitat i raça, posa el mite del segrest grec en contacte amb la història de l'esclavitud nord-americana.